# 拜斯市

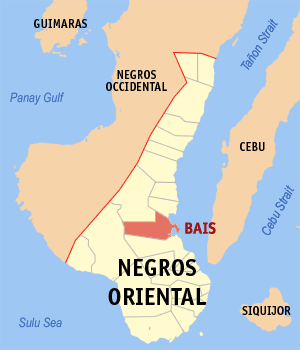
东内格罗省的地图，示拜斯市所在地

拜斯市（英語：Bais City，咱人话：描意示或描易肆），是菲律宾东内格罗省的一座城市。面积319.64平方公里。根据2015年人口普查结果，拜斯市拥有76,291名居民。现下辖35个描笼涯。

## 外部連結
- Philippine Standard Geographic Code
- Philippine Census Information
- Local Governance Performance Management System
- List of Philippine Cities[永久]

09°35′N 123°07′E / 9.583°N 123.117°E